# بوتوند بيرتالان
بوتوند بيرتالان (بالمجرية: Birtalan Botond)‏ هو لاعب كرة قدم مجري في مركز الهجوم، ولد في 8 أبريل 1989 في بودابست في المجر. لعب مع بيهور أوراديا ونادي بكسكابا 1912 إلوره ونادي دبرتسني ونادي كيكسكيميت.

## وصلات خارجية
- بوتوند بيرتالان على موقع قاعدة بيانات كرة القدم.إي يو (الإنجليزية)
- بوتوند بيرتالان على موقع Soccerway.com (الإنجليزية)